# محمد المتوكل
محمد المتوكل السعدي الحسني الهاشمي الملقب «بالمسلوخ» سلطان المغرب بين 1574-1576م، تحالف مع الأوروبيين بعد أن فقد عرشه، توفي عام 1578م في معركة وادي المخازن. وكان المتوكل فقيها وشاعرا.

## نسبه
محمد المتوكل بن عبدالله الغالب بالله بن محمد الشيخ بن محمد القائم بأمر الله بن عبد الرحمن بن علي بن مخلوف بن زيدان (المهاجر من ينبع للمغرب) بن أحمد بن محمد بن أبي القاسم بن محمد بن الحسن بن عبد الله بن محمد بن عرفة بن الحسن بن أبي بكر بن علي بن الحسن بن أحمد بن إسماعيل بن القاسم بن محمد النفس الزكية بن عبد الله الكامل بن الحسن المثنى بن الحسن بن علي بن أبي طالب بن عبدالمطلب بن هاشم.

## مسيرته
كان نائبه بمراكش القائد ابن شقراء وحاجبه أحمد بن حمو الدرعي وكُتابه يونس بن سليمان الثاملي وعلي بن أبي بكر.
تابع المتوكل خطة والده في التقرب من الدول الأوروبية ومسالمتها محاولة منه لصد العثمانيين، حيث لم يعد لديه شك في أنهم سينجدون عميه بقوات عسكرية فعقد اتفاقاً مع إنجلترا، التي كانت ترغب في تجارتها مع المغرب للفوائد التي تعود على التجار الإنجليز من وراء ذلك، زيادة على أنها تدرك الأهمية العظمى للمغرب، خصوصاً أن إنجلترا كانت في حالة حرب ضد إسبانيا وتوقيع المتوكل للاتفاقية التجارية مع الإنجليز، يعد العمل الوحيد الذي قام به خلال حكمه القصير، وقد فعل ذلك باعتبار أن الإنجليز كانوا من بين التجار الأجانب الذين يبيعون مواد الحرب من ذخائر وأسلحة للمغاربة منذ زمن بعيد، ولا تخفى علينا حاجة المتوكل في هذا الوقت إلى السلاح لصد الخطر العثماني ولمقاومة عمه المطالب بالعرش.
وجدت الدولة العثمانية في انشغال ملك إسبانيا فيليب الثاني بأحداث أوروبا الغربية حيث ثورة الأراضي المنخفضة، فرصة مناسبة للتدخل في المغرب، فأمدوا المولى عبد الملك بجيش قوامه خمسة آلاف مقاتل مسلحين بأحسن الأسلحة، ودخل المولى عبد الملك فاس بعد أن أحرز انتصاراً كبيراً على ابن أخيه المتوكل وعاد الجيش أدراجه إلى الجزائر.

### نجدة النصارى
حشد سبستيان جنودا من الإسبان والبرتغاليين والطليان والألمان وجهزهم ونقلهم إلى المغرب.
ووصلت قوات البرتغال إلى طنجة وأصيلا سنة 1578 م.
انحاز معظم المغاربة حول قيادة عبد الملك، وحاول المتوكل المخلوع أن يخترق ذلك التلاحم فكتب إلى أهل المغرب: «ما استنصرت النصارى حتى عدمت النصرة من المسلمين» مبررا فعله بقول بعض العلماء: «إنه يجوز للإنسان أن يستعين على من غصبه حق بكل ما أمكنه» وتهددهم قائلاً: «فإن لم تفعلوا، فأذنوا بحرب من الله ورسوله».
فأجابه علماء المغرب عن رسالته برسالة جاء فيه: 
فهذا جواب من كافة الشرفاء والعلماء والصلحاء والأجناد من أهل المغرب.
توفي المتوكل غريقاً في نهر وادي المخازن أثناء المعركة التي شهدت كذلك وفاة كل من ملك البرتغال وسلطان المغرب عبد الملك. فسلخ المنتصرون جلد المتوكل وشقوا بطنه وحشوه بالتبن وطافوا به في أرجاء البلاد.
أثناء ذلك، لجأ أحد أبنائه، وهو مولاي الشيخ إلى مازاغان، ومنها إلى البرتغال وإسبانيا، حيث اعتنق المسيحية.

## اهتمامه بالأدب
كان السلطان محمد المتوكل فقيها وأديبا، له مؤلفاته في النظم والنثر، من شعره: